# ヴェルボーヴァ (キーウ州)
ヴェルボーヴァ（ウクライナ語：Вербо́ва；意訳：「柳村」）は、ウクライナのキーウ州ビーラ・ツェールクヴァ地区にある村。1939年に創建された。面積は約1.1km²（2005年）。人口は232人（2005年）。